# Mario Palanti
Mario Palanti (20 septembre 1885 - 4 septembre 1978) est un architecte italien. En Amérique du Sud il a conçu d'importants immeubles dans les capitales d'Argentine et d'Uruguay, Buenos Aires et Montevideo.

## Biographie
Né à Milan en 1885, il étudia l'architecture à l'Académie des beaux-arts de Brera et à l'École polytechnique de Milan. Peu après avoir été diplômé, il reçut la médaille d'or à l'exposition internationale de Bruxelles et arriva à Buenos Aires en 1909 avec pour charge de gérer, avec l'aide de son compatriote Francisco Gianotti, la construction du pavillon italien pour l'Exposition internationale du Centenaire (1910).
Pendant presque vingt ans, il travailla des deux côtés du Río de la Plata pour de riches compatriotes. Entre 1909 et 1919, ses constructions étaient des variations sur les styles Néorenaissance et Art nouveau. Il s'ensuivit une période où il mena ses travaux les plus impressionnants à Buenos Aires, dont le Palacio Barolo et l'hôtel Castelar, les deux sur l'Avenida de Mayo, un immeuble d'appartements au coin de Sante Fe et Callao, et le Palacio Chrysler (aujourd'hui connu sous le nom de Palacio Alcorta) qui possédait une piste de test pour voiture sur le toit, similaire à l'usine du Lingotto à Turin. Durant cette période, il construisit également le Palacio Salvo à Montevideo et produisit un grand nombre de dessins d'immeubles monumentaux qui ne furent jamais construits. Il retourna en Italie dans les années 1930, entreprenant une série de projets qui ne se concrétisèrent pas.

## Source
- (en) Cet article est partiellement ou en totalité issu de l’article de Wikipédia en anglais intitulé « Mario Palanti » (voir la liste des auteurs).